# تمام عشقت را تقدیم من کن
«تمام عشقت را تقدیم من کن» (انگلیسی: Lay All Your Love on Me) ترانه‌ای در سبک موسیقی رقص از ابرگروه سوئدی آبا است که در سال ۱۹۸۰ منتشر شد. در سال ۲۰۰۶، مجله اسلنت مگزین آن را در رتبه ۶۰ از فهرست بهترین آهنگ‌های رقص خود قرار داد و در لیست به‌روزشدهٔ ۲۰۲۰ نیز در رتبه ۶۶ قرار گرفت. خواننده اصلی ترانه آنگنیه‌تا فلتسکوگ بود.

## جداول موسیقی
| جدول (۱۹۸۱)                                | بالاترین رتبه |
| ------------------------------------------ | ------------- |
| بلژیک (اولتراتاپ ۵۰ فلاندرز)               | ۱۳            |
| ایرلند (ایرما)                             | ۸             |
| سوئد (فهرست برترین‌های سوئد)                | ۶۸            |
| تک‌آهنگ‌های بریتانیا (اوسی‌سی)                | ۷             |
| ترانه‌های باشگاه رقص ایالات متحده (بیلبورد) | ۱             |
| آلمان غربی (جدول‌های رسمی آلمان)            | ۲۶            |

## گواهینامه‌های موسیقی

### نسخهٔ اصلی
| منطقه                                   | گواهی | واحد گواهی‌شده/فروش |
| --------------------------------------- | ----- | ------------------ |
| دانمارک (آی‌اف‌پی‌آی)                      | طلا   | ۴۵٬۰۰۰             |
| بریتانیا (بی‌پی‌آی)                       | طلا   | ۴۰۰٬۰۰۰            |
| رقم فروش+پخش جاری تنها بر پایهٔ گواهی‌ها. |       |                    |

### نسخهٔماما میا!
| منطقه                                   | گواهی | واحد گواهی‌شده/فروش |
| --------------------------------------- | ----- | ------------------ |
| بریتانیا (بی‌پی‌آی)                       | نقره  | ۲۰۰٬۰۰۰            |
| رقم فروش+پخش جاری تنها بر پایهٔ گواهی‌ها. |       |                    |